# Lauren McCrostie
Lauren McCrostie (Londres, Inglaterra, 10 de enero de 1996) es una actriz británica, principalmente conocida por sus papeles en Miss Peregrine y los niños peculiares y The Falling, también por cortometrajes como Second Skin y Brothers (2015).

## Carrera
McCrostie asistió a las escuelas Village de niños en Dulwich, al Dulwich Hamlet, The Carter school y St Marylebone School. McCrostie siempre tuvo una pasión por la actuación y cuando era niña convencía a su hermana menor para que actuara con ella y organizaba espectáculos para sus padres. McCrostie hizo su debut de película cuándo ella audiciono para Carol Morley en la película The Falling. A pesar de que McCrostie no tenía un entrenamiento formal en teatro,ella fue elegida como el personaje de Gwen en la película de Morley, junto con Maisie Williams, Florence Pugh y Greta Scacchi. Después de su papel en The Falling, McCrostie contrató a un agente de actuación que le aseguró audiciones para apariciones en cortometrajes y otra con Tim Burton. Después de una audición y reunión con Burton, McCrostie fue elegida como Olive Abroholos Elephanta en la película Miss Peregrine y los niños Peculiares junto a Eva Verde, Asa Butterfield, Ella Purnell y Samuel L. Jackson. Entre sus trabajos de actuación anteriores, McCrostie estuvo de camarera en un café y asistió a clases de teatro en el Centro de Actores. McCrostie se convirtió en la embajadora del Festival de Cine de Barnes en 2017,que atiende a los jóvenes que buscan salidas para expresar su creatividad en el cine y los medios de comunicación.

### Filmografía
| Año  | Título                                | Función                   | Notas  |
| ---- | ------------------------------------- | ------------------------- | ------ |
| 2014 | The Falling                           | Gwen                      | Actriz |
| 2015 | Brothers                              | Rachel                    | Actriz |
| 2016 | SchoolGirls                           | Leila                     | Actriz |
| 2016 | Second Skin                           | Lucy                      | Actriz |
| 2016 | Miss Peregrine y los niños peculiares | Oliva Abroholos Elephanta | Actriz |

### Teatro
| Año  | Título           | Función  | Notas  |
| ---- | ---------------- | -------- | ------ |
| 2014 | Bugsy Malone     | Tallulah | Actriz |
| 2014 | Macbeth          | Ross     | Actriz |
| 2015 | Spring Awakening | Thea     | Actriz |
| 2015 | Macbeth          | Malcolm  | Actriz |
| 2015 | Synergy          | Extraño  | Actriz |

## Activismo
McCrostie es una defensora de la vida ética y sostenible y ha creado un pequeño sitio web en línea que vende productos fabricados con materiales reutilizados que, de otro modo, hubieran sido desechados. Una diseñadora de vestuario que trabajó con McCrostie en un cortometraje, inicialmente la inspiró a comprar solo ropa en tiendas de caridad y artículos clásicos. McCrostie luego se enteró del efecto destructivo que la industria de la moda tiene en el medio ambiente y en los seres humanos, por lo que se sintió motivada para continuar comprando ropa de segunda mano para promover la idea del consumo consciente. El documental The True Cost también inspirado McCrostie para promover la sostenibilidad en la industria de moda.
McCrostie mantiene un estilo de vida sostenible y respetuoso con el medio ambiente, y alienta a su familia a comprar paquetes gratis y a reducir la cantidad de plástico que consumen en el hogar.

## Vida personal
McCrostie es vegana. McCrostie también es disléxica. El abuelo paterno de McCrostie nació en Escocia y sus padres son de Kenia. McCrostie vive con su madre y su hermana menor en Dulwich en el Reino Unido. La madre de McCrostie fue a la escuela de teatro y ahora trabaja en la radio.